# Alternanthera lanceolata
Alternanthera lanceolata là loài thực vật có hoa thuộc họ Dền. Loài này được (Benth.) Schinz mô tả khoa học đầu tiên năm 1934.